# Chrysolina katonica
Chrysolina katonica é uma espécie de artrópode pertencente à família Chrysomelidae.